# Rockledge (Florida)
Rockledge es una ciudad ubicada en el condado de Brevard en el estado estadounidense de Florida. En el Censo de 2010 tenía una población de 24.926 habitantes y una densidad poblacional de 716,82 personas por km².

## Geografía
Rockledge se encuentra ubicada en las coordenadas 28°19′11″N 80°43′58″O / 28.31972, -80.73278. Según la Oficina del Censo de los Estados Unidos, Rockledge tiene una superficie total de 34.77 km², de la cual 30.94 km² corresponden a tierra firme y (11.03%) 3.84 km² es agua.

## Demografía
Según el censo de 2010, había 24.926 personas residiendo en Rockledge. La densidad de población era de 716,82 hab./km². De los 24.926 habitantes, Rockledge estaba compuesto por el 78.69% blancos, el 14.47% eran afroamericanos, el 0.34% eran amerindios, el 2.42% eran asiáticos, el 0.12% eran isleños del Pacífico, el 1.36% eran de otras razas y el 2.6% pertenecían a dos o más razas. Del total de la población el 6.38% eran hispanos o latinos de cualquier raza.